# ダニー・ヒリス
ダニー・ヒリス（Danny Hillis, 1956年9月25日 - ）は、アメリカの発明家、起業家、コンピュータ科学者。本名は、ウィリアム・ダニエル・ヒリス（William Daniel Hillis）であるが、本人もダニー・ヒリスの愛称を自称し、またそう呼ばれることが多い。
並列コンピュータとその人工知能への利用を開拓した。並列スーパーコンピュータメーカーThinking Machines Corporationを設立し、その後ウォルト・ディズニー・イマジニアリングの研究担当副社長兼ディズニー・フェローを務める。ヒリスは、並列コンピュータ、並列ソフトウェア、並列ストレージの進歩により、2001年に米国工学アカデミーの会員に選出された。
最近では、エンジニア、科学者、アーティストの学際的グループであるアプライド・マインズとアプライド・インヴェンションを共同設立し、MITメディアラボの客員教授を務めている。

## 略歴

### 生い立ちと学業
1956年9月25日、メリーランド州 ボルチモア生まれのダニー・ヒリスは、幼少期の大半をヨーロッパ、アフリカ、アジアなど海外で過ごした。
マサチューセッツ工科大学（MIT）で学び、1978年に数学で 理学士号を取得。大学在学中、MIT ロゴ研究所でシーモア・パパートの指導のもと、子供向けのコンピュータ・ハードウェアとソフトウェアの開発に携わる。大学在学中に、Logoを含む小学校向けコンピューターソフトウェアを製造するTerrapin Inc.を共同設立した。
MITコンピュータサイエンス・人工知能研究所の大学院生だったヒリスは、腱で制御するロボットアーム[2]とタッチセンサーのロボット「スキン」を設計した。
大学時代、ヒリスはティンカートイのみで構成されたコンピュータを作ったチームの一員であり、現在はカリフォルニア州マウンテンビューの コンピュータ歴史博物館に展示されている。
マサチューセッツ工科大学（MIT）で、ヒリスはマービン・ミンスキーのもとで人工知能の研究を始めた。1981年、ヒリスは人工知能のための超並列コンピュータの構築を提案し、現代のグラフィック・プロセッシング・ユニットに似た100万個のプロセッサで構成した。この研究は、64,000個のプロセッサを持つ超並列コンピュータの設計に結実した。ヒリスはこのコンピュータをコネクション・マシンと名付け、博士号のテーマとし、1985年にAssociation for Computing MachineryDoctoral Dissertation Awardを受賞した。その後、MITメディアラボの非常勤教授を務め、『The Pattern on the Stone』を執筆。

## 技術キャリア
ヒリスは、Thinking Machines Corporation、Applied Minds、Metaweb Technologies、Applied Proteomics、Applied Inventionなど、数多くのテクノロジー企業を設立している。ヒリスは、並列コンピュータ、タッチインターフェース、ディスクアレイ、偽造防止法、電子・機械装置、バイオ医療技術、RAIDディスクアレイ、マルチコアマルチプロセッサ、並列処理におけるワームホールルーティングなどの分野で300件以上の特許を取得している。

### シンキング・マシーン
マサチューセッツ工科大学（MIT）の大学院生だったヒリスは、並列コンピュータを製造・販売するシンキング・マシーンズ社を共同設立し、コネクション・マシンと呼ばれる一連の影響力のある製品を開発した。当時、同社は世界最速のコンピュータを数多く製造していた。石油探査のためのスタンフォード・エクスプロレーション・プロジェクト、アメリカン・エキスプレスによる先駆的なデータマイニング・アプリケーションのほか、シュルンベルジェ、ハーバード大学、東京大学、ロスアラモス国立研究所、NASA、サンディア国立研究所、国立スーパーコンピュータ応用センター、陸軍ハイパフォーマンス・コンピューティング研究センター、カリフォルニア大学バークレー校、ウィスコンシン大学マディソン校、シラキュース大学などの組織で多くの科学的アプリケーションに使用された。
ヒリスは同社の主要製品の設計に加え、彼のマシンのユーザーと密接に協力し、天体物理学、航空機設計、金融分析、遺伝学、コンピューターグラフィックス、医療画像、画像理解、神経生物学、材料科学、暗号学、素粒子物理学の問題に応用した。
シンキング・マシーンズでは、科学者、デザイナー、エンジニアからなるチームを作り、その中には、その分野の人々だけでなく、後に複数の業界のリーダーやイノベーターとなった人々も含まれていた。チームには、シドニー・ブレナー、リチャード・ファインマン、ブリュースター・ケール、エリック・ランダーらがいた。
Thinking Machinesコンピュータのユーザーには、後にGoogleを設立したセルゲイ・ブリンや、後に小説『スノウ・クラッシュ』となるゲームの実装にCM-2を使おうとしたニール・スティーブンソンがいた。

### ディズニー・イマジニアリング
1996年、ヒリスはディズニー・フェローとして新たに創設されたウォルト・ディズニー・カンパニーに入社し、ウォルト・ディズニー・イマジニアリングの研究開発担当副社長として、ディズニーのテーマパーク、テレビ、映画、消費財事業のための新技術と事業戦略を開発した。 また、新しいテーマパークの乗り物、実物大の歩く恐竜、さまざまな超小型機械装置を設計した。

### アプライド・マインズ
2000年、ヒリスはディズニーの同僚ブラン・フェレンと共同で研究開発シンクタンク、アプライド・マインズを設立した。マインズはエンジニア、科学者、デザイナーからなるチームで、クライアントにデザインとテクノロジーサービスを提供している。クリエイティブな環境と多様なプロジェクトにより、アプライド マインズは多くのメディアから注目を集めた。「まるでウィリー・ウォンカのチョコレート工場が大あくびをして私たちを迎えてくれたようです。ここだけ、すべてのお菓子がプラグインされている」とWired誌に掲載された。同社で手がけた仕事は、人工衛星、ヘリコプター、教育施設など、幅広い産業と応用領域をカバーしている。
アプライド マインズに在籍中、ヒリスはサン・マイクロシステムズのために、標準的な20フィートの輸送用コンテナに収まる大規模コンピュータ・データセンター（サン・モジュラー・データセンター）を設計・構築し、特にプロセッサ容量、冷却、電力要件、ストレージを独自のポータブル・ソリューションに収めるという問題を解決した。この種の「箱入りデータセンター」は、現在では大規模データセンターを構築するための一般的な手法となっている。
ハーマンミラーのために、ヒリスは音声の乱れを利用したオーディオ・プライバシー・ソリューションを設計した。また、ハーマンミラーのために、ヒリスはフレキシブルに再構成可能な電源と照明システムを開発し、これは別の新会社コンヴィアを通じて販売された。
初期のタッチスクリーン地図テーブルインターフェースの一部として、ヒリスは、現在「ピンチ・トゥ・ズーム」と呼ばれるズームインターフェースを制御するために複数のタッチポイントを使用することを発明し、特許を取得した。これらの特許の1つは、サムスンとの法的紛争において、「ピンチ・トゥ・ズーム」特許に関するアップル社の主張を、ヒリス特許に記載されているという理由で却下したUSPTOの決定の根拠となった。

### メタウェブ・テクノロジーズ
2005年、HillisとApplied Mindsの他のメンバーは、インターネット用のセマンティックデータストレージインフラと、世界の知識のオープンで構造化されたデータベースであるFreebaseを開発するためにMetaweb Technologiesを設立した。

### がん研究と応用プロテオミクス
2012年、ヒリスはUSCケック医科大学研究医学部教授として、がんとプロテオミクスに関する研究プログラムの立ち上げに貢献し、USCの国立がん研究所腫瘍物理科学研究所の主任研究員を務めた。 ヒリスとAPIの同僚たちは、最初のタンパク質バイオマーカー探索プラットフォームの1つと早期結腸癌の血液検査を開発したが、プロテオミクス技術を市場に出すための資金を投資家に納得させることはできなかった。
ヒリスは、南カリフォルニア大学のジャッジ・ウィドニー工学・医学教授、USCケック医学部の研究医学教授、USCビタビ工学部の工学研究教授を務めている。

### アプライド・インベンション
2015年、ヒリスはエンジニア、科学者、アーティストの学際的グループであるアプライド・インヴェンションを共同設立した。アプライド インベンションは、他の企業や起業家と提携してテクノロジーソリューションを開発している。
アプライドインヴェンションは、消費者向けウェブおよびモバイルアプリケーションを提供する天気予報テクノロジー企業ダークスカイを共同設立し、最終的にはアップルに売却された。

## 著書：The Pattern on the Stone
ヒリスが1998年に出版したポピュラーな科学書『The Pattern on the Stone（石の上の模様）』は、コンピュータ・サイエンスの概念を、平易な言葉、比喩、類推を用いて素人向けに説明することを試みている。ブール代数から、情報理論、並列コンピューティング、暗号、アルゴリズム、ヒューリスティクス、チューリング・マシン、そして量子コンピューティングや 創発システムといった進化する技術といったトピックに至る。

## ロング・ナウ財団
1986年、ヒリスは社会が2000年を未来の限界とみなす、彼が「精神的障壁」と呼ぶものを持っていることに警鐘を鳴らした。このプロジェクトは、スチュワート・ブランドと共同で設立し、共同会長を務めるロング・ナウ財団の最初のプロジェクトとなった。ロング・ナウ・クロックのプロトタイプはロンドン科学博物館に展示されている。実物大の機械式時計は、テキサス州西部の山の中に設置されている。

## 受賞歴
ヒリスは、社会と公共生活を形成し豊かにした功績により、2002年に第1回ダン・デイヴィッド賞、発明に対して1991年スピリット・オブ・アメリカン・クリエイティビティ賞、コンピュータ科学への貢献に対して1989年グレース・マレー・ホッパー賞、応用数学の業績に対して1988年ラマヌジャン賞を受賞している。
ヒリスは全米工学アカデミー会員、Association for Computing Machineryフェロー、International Leadership Forumフェロー[3]、American Academy of Arts and Sciencesフェロー。

## 参照
1. ↑  “Applied Minds, LLC”. AppliedMinds.com. 1999年10月8日時点のオリジナルよりアーカイブ。2018年1月20日閲覧。
2. ↑  “Applied Invention”. www.AppliedInvention.com. 2020年10月27日時点のオリジナルよりアーカイブ。2018年1月20日閲覧。
3. ↑  “Person Overview ‹ William (Danny) Hillis”. MIT Media Lab. 2020年10月22日時点のオリジナルよりアーカイブ。2019年3月8日閲覧。
4. ↑  “Parallel Computing Pioneers: W. Daniel Hillis”. Parallel Computing Research Newsletter 4 (4). (Fall 1996).  オリジナルのJune 30, 2007時点におけるアーカイブ。 2007年5月31日閲覧。.
5. ↑  Scannell, Tim (June 5, 1978). “Micro-based turtle serves as mapping, teaching aid”. Computerworld:  151.  オリジナルのApril 14, 2021時点におけるアーカイブ。 2020年11月2日閲覧。.
6. ↑  “Robot Turtle”. Personal Computing. (1978年8月17日)
7. ↑  Rifkin, Glenn (2016年1月28日). “Marvin Minsky, pioneer in artificial intelligence, dies at 88”. New York Times.  オリジナルの2017年11月21日時点におけるアーカイブ。 2017年11月22日閲覧。
8. ↑  Hillis, W.D. (June 1982). “A high resolution imaging touch sensor”. International Journal of Robotics Research 1 (2):  33–44. doi:10.1177/027836498200100202.
9. ↑  Hillis, W.D. (June 1982). “A high resolution imaging touch sensor”. International Journal of Robotics Research 1 (2):  33–44. doi:10.1177/027836498200100202.
10. ↑  Dewdney, A.K. (October 1989). “A Tinkertoy computer that plays tic-tac-toe”. Scientific American.  オリジナルのMay 17, 2017時点におけるアーカイブ。 2017年11月22日閲覧。.
11. ↑   Tinkertoy Computer. Computer History Museum. (1978).  オリジナルのAugust 30, 2017時点におけるアーカイブ。 2017年11月22日閲覧。
12. ↑  “William Daniel Hillis”. Award Winners.   Association for Computing Machinery. 2017年12月1日時点のオリジナルよりアーカイブ。2017年11月22日閲覧。
13. ↑  “Applied Proteomics”. 2017年9月30日時点のオリジナルよりアーカイブ。2017年12月11日閲覧。
14. ↑  “Applied Invention”. 2020年10月27日時点のオリジナルよりアーカイブ。2017年12月11日閲覧。
15. ↑  “US Patent Office search results show 321 patents”. USPTO Patent Full-Text and Image Database. 2017年8月30日時点のオリジナルよりアーカイブ。2016年12月7日閲覧。
16. ↑  Leiserson, C. (1992年). “The Network Architecture of the Connection Machine CM-5”. SPAA '92 Proceedings of the fourth annual ACM symposium of Parallel algorithms and architectures
17. ↑  The Rise and Fall of Thinking Machines Corporation Archived February 9, 2006, at the Wayback Machine., Inc. Magazine, September 1995
18. ↑  “Top500 Supercomputer Sites”. Sublist Generator. 2018年12月7日時点のオリジナルよりアーカイブ。2019年1月3日閲覧。
19. ↑  Markoff, John (1994年8月16日). “Thinking Machines to file for bankruptcy”. New York Times.  オリジナルの2018年5月9日時点におけるアーカイブ。 2018年1月28日閲覧。
20. ↑  “Stanford University announces the purchase of Thinking Machines' CM-5 Supercomputer System”. PR Newswire. (1992年5月27日).  オリジナルの2017年8月30日時点におけるアーカイブ。 2017年12月11日閲覧。
21. ↑  “High Performance Computing & Seismic Imaging”.   Stanford Exploration Project. 2018年12月24日時点のオリジナルよりアーカイブ。2017年12月11日閲覧。
22. ↑  Hillis, W. (1999). “Richard Feynman and the Connection Machine”. Physics Today 42 (2):  78–83. doi:10.1063/1.881196.  オリジナルのDecember 21, 2012時点におけるアーカイブ。 2017年12月11日閲覧。.
23. ↑  “Alums”. Stanford University InfoLab. 2008年3月22日時点のオリジナルよりアーカイブ。2017年12月11日閲覧。
24. ↑  Stephenson, Neal (2003). In the beginning...was the command line. Perennial. ISBN 9780380815937
25. ↑  “Danny Hillis named first member of Disney Fellows program”. HPC Wire. (1996年5月17日).  オリジナルの2017年8月30日時点におけるアーカイブ。 2017年12月12日閲覧。
26. ↑  Bronson, Po (1997年3月1日). “Disney Fellows”. Wired.  オリジナルの2017年8月30日時点におけるアーカイブ。 2017年12月12日閲覧。
27. ↑  Hafner, Katie (1997年8月11日). “Disney's Wizards”. Newsweek.  オリジナルの2017年8月30日時点におけるアーカイブ。 2017年12月12日閲覧。
28. ↑  Remnick, David (October 20, 1997). “The Next Magic Kingdom, Future Perfect”. The New Yorker.
29. ↑  Saunders, Fenella (2001年3月1日). “A giant among robots”. Discover.  オリジナルの2017年8月30日時点におけるアーカイブ。 2017年12月12日閲覧。
30. ↑  “Applied Minds Think Remarkably”. wired.com.   Wired. 2017年6月4日時点のオリジナルよりアーカイブ。2017年12月31日閲覧。
31. ↑  Kwan, Carissa (11 May 2011). "Mayflower Test Satellite, Jointly Developed by Northrop Grumman and Applied Minds, Proves Successful During Recent SpaceX Mission" (Press release). 2017年9月4日時点のオリジナルよりアーカイブ。2017年12月31日閲覧。
32. ↑  Sabbagh, Leslie (2006年10月3日). “Flying Blind in Iraq: U.S. Helicopters Navigate Real Desert Storms”. Popular Mechanics.  オリジナルの2017年9月8日時点におけるアーカイブ。 2017年12月31日閲覧。
33. ↑  Tabor, Aimee (2007年2月5日). “New School Will Provide More Learning Opportunities”. The Casper Star-Tribune.  オリジナルの2017年8月30日時点におけるアーカイブ。 2018年1月20日閲覧。
34. ↑  Markoff, John (2006年10月17日). “It's a Shipping Container”. The New York Times.  オリジナルの2017年8月30日時点におけるアーカイブ。 2018年1月28日閲覧。
35. ↑  Robertson, Jordan (2006年10月17日). “Sun Microsystems Unveils Data Center”. The Washington Post.  オリジナルの2017年8月30日時点におけるアーカイブ。 2018年1月28日閲覧。
36. ↑  Waldrop, M. Mitchell (2007年8月). “Data Center in a Box”. Scientific American.  オリジナルの2017年8月30日時点におけるアーカイブ。 2017年12月31日閲覧。
37. ↑  “Suns's Computing on Demand, Literally”. GigaOm. 2017年8月30日時点のオリジナルよりアーカイブ。2017年12月31日閲覧。
38. ↑  Kramer, Melody Joy (2005年12月). “Babble: Innovations of the Year”. Esquire.  オリジナルの2019年4月1日時点におけるアーカイブ。 2017年12月31日閲覧。
39. ↑  Scanlon, Jessie (2005年7月). “Keep It Down! I'm Trying to Work”. Wired.  オリジナルの2017年8月30日時点におけるアーカイブ。 2018年1月28日閲覧。
40. ↑  Markoff, John (2005年5月30日). “No Privacy in Your Cubicle? Try an Electronic Silencer”. The New York Times.  オリジナルの2018年2月16日時点におけるアーカイブ。 2018年1月28日閲覧。
41. ↑  Kimes, Mina (2009年5月25日). “Herman Miller's High-Wire Act”. 159. Fortune
42. ↑  Hall, Peter (2007年6月). “Push-Button Rewiring”. Metropolis.  オリジナルの2015年9月8日時点におけるアーカイブ。 2017年12月31日閲覧。
43. ↑  “Touch driven method and apparatus to integrate and display multiple image layers forming alternate depictions of same subject matter”.   US Patent 7,724,242. 2017年8月30日時点のオリジナルよりアーカイブ。2017年12月31日閲覧。
44. ↑  Ribero, J (2013年7月29日). “US patent office rejects claims of Apple 'pinch to zoom' patent”. PC World.  オリジナルの2018年5月6日時点におけるアーカイブ。 2017年12月31日閲覧。
45. ↑  Markoff, John (2007年3月9日). “Start-up aims for database to automate web searching”. New York Times.  オリジナルの2018年1月16日時点におけるアーカイブ。 2018年1月28日閲覧。
46. ↑  Mellor, Belle (2007年6月7日). “Sharing What Matters”. The Economist.  オリジナルの2018年1月14日時点におけるアーカイブ。 2017年12月31日閲覧。
47. ↑  “Metaweb acquired by Google”. Inc.. 2019年4月1日時点のオリジナルよりアーカイブ。2017年12月31日閲覧。
48. ↑  “University of Southern California - Physical Sciences in Oncology”. Physics.Cancer.gov. 2017年6月13日時点のオリジナルよりアーカイブ。2018年1月20日閲覧。
49. ↑  “Applied Proteomics”. 2017年9月30日時点のオリジナルよりアーカイブ。2017年12月11日閲覧。
50. ↑  “Applied Proteomics lands $28M for diagnostics that spot disease by capturing protein activity”.   Med City News (2013年8月20日). 2013年8月20日閲覧。
51. ↑  “Applied Proteomics Sells Assets to DiscernDx for $1.85M”.   GenomeWeb (2018年2月8日). 2020年7月11日時点のオリジナルよりアーカイブ。2020年7月10日閲覧。
52. ↑  “Named Chairs and Professorships - USC Provost”. USC.edu. 2014年2月26日時点のオリジナルよりアーカイブ。2018年1月20日閲覧。
53. ↑  “USC - Viterbi School of Engineering - Applied Minds Co-Founder Appointed to the Viterbi Research Faculty”. Viterbi.USC.edu. 2018年10月20日時点のオリジナルよりアーカイブ。2018年1月20日閲覧。
54. ↑  “The 9 best apps for Apple Watch you can get right now”. The Verve (2015年4月24日). 2015年4月25日時点のオリジナルよりアーカイブ。2015年4月24日閲覧。
55. ↑  “Dark Sky Has a New Owner”. darksky.net. 2020年3月11日時点のオリジナルよりアーカイブ。2015年1月12日閲覧。
56. ↑  “Apple buys popular weather app Dark Sky and plans to shut down Android versions”. CNBC.com (2020年3月31日). 2022年4月1日閲覧。
57. ↑  “About Long Now”. 2021年6月16日時点のオリジナルよりアーカイブ。2018年1月11日閲覧。
58. ↑  “The 10,000 Year Clock”. The Long Now Foundation. 2018年1月5日時点のオリジナルよりアーカイブ。2018年1月11日閲覧。
59. ↑  Prize, Dan David. “Daniel Hillis” (英語). www.dandavidprize.org. 2019年3月30日時点のオリジナルよりアーカイブ。2019年3月8日閲覧。
60. ↑  “Danny Hillis Named First Member of Disney Fellows Program” (英語). HPCwire (1996年5月17日). 2017年8月30日時点のオリジナルよりアーカイブ。2019年3月8日閲覧。
61. ↑  “William Daniel Hillis”. Award Winners.   Association for Computing Machinery. 2017年12月1日時点のオリジナルよりアーカイブ。2017年11月22日閲覧。
62. ↑  “Dr. W. Daniel Hillis”. NAE Website. 2019年4月1日時点のオリジナルよりアーカイブ。2019年3月8日閲覧。
63. ↑  “William Daniel Hillis”. Award Winners.   Association for Computing Machinery. 2017年12月1日時点のオリジナルよりアーカイブ。2017年11月22日閲覧。
64. ↑  “W. Daniel Hillis” (英語). American Academy of Arts & Sciences. 2020年7月29日時点のオリジナルよりアーカイブ。2019年3月8日閲覧。